# Oemodana quadrinotata
Oemodana quadrinotata är en skalbaggsart som beskrevs av Charles Joseph Gahan 1904. Oemodana quadrinotata ingår i släktet Oemodana och familjen långhorningar. Inga underarter finns listade i Catalogue of Life.